# کونوئه یاسوکو
کونوئه یاسوکو (انگلیسی: 近衛 甯子, Konoe Yasuko؛ زادهٔ ۲۶ آوریل ۱۹۴۴) شاهدخت، نخستین فرزند شاهزاده میکاسا نوه امپراتور تایشو اهل امپراتوری ژاپن است.